# スライムもりもり
『スライムもりもり』は、スクウェア・エニックスのコンピュータゲーム『スライムもりもりドラゴンクエスト』を原作とするかねこ統の漫画化作品。集英社『Vジャンプ』で2003年12月号から2015年11月号まで連載。全11巻。同社『最強ジャンプ』でも2012年1月号から2016年1月号まで並行連載され、連載期間は同作者が『Vジャンプ』で1993年から2000年まで連載した『スライム冒険記』を上回っている。

一時は小冊子ほどの大きさのページ枠で連載していたが、2015年3月現在は通常のページ枠連載に戻っており、一回の掲載で10ページを使用した。

## あらすじ
ゲームとは違い漫画オリジナルの話で展開する。ゲーム2作の内容を終えた後、『ドラゴンクエスト モンスターバトルロード』の漫画版ともいえる格闘トーナメントが展開された。その後しっぽ団が復活し、「深海の秘宝」を盗もうとする。そこに世界征服を企むヒトツメ団が現れ、秘宝をしっぽ団から奪い封印を解こうとするがスラリン達の活躍によって事なきを得る。直後、スラバッカ島に謎の海賊が現れ・・・

## 登場人物

### スライム族
スラリン
本作の主人公。いにしえの鉱夫の末裔であるスライム。
特技はスラ・ストライクという体当たりで、歴史のある技と言われている。その他にも、スラ・バズーカ、スラ・スパイラルという技も持っており、これらはしっぽ団を壊滅させる途中で習得した。魔界では「青きしずく」と呼ばれて、魔界商会で売ると5000万ゴールドの価値がある。しっぽ団壊滅後、ゴンザレスの弟子となり、ギガ・バトル・トーナメントで優勝するほど強くなった。バール姫に好かれている。
ミイホン
ホイミスライム。スラリンの友であり、ライバルでもある。つっこみをよくする。特技はミイホンパンチ。催眠術師に催眠をかけられ一時はしっぽ団になっていた。
しっぽ団壊滅後、スラリンと同じくゴンザレスの弟子となる。ギガ・バトル・トーナメントでは最終予選でスライバに敗れた。大会以降スラリンと一緒に修行していてはスラリンを越えられないと悟り、大陸に残って一人で修行することを決心した。その後ロックとの戦いで再会し、スラリンに加勢する。地上界代表選考大会では決勝戦でスライバとお互い死力を尽くし、勝利。代表選手の一人に選ばれた。
スラみ
スライムベス。おやつを食べることが大好きなスラリンの妹。ヤシゲ曰く、魔界商会で売ると2ゴールドの価値しかない。
ドラお
ドラゴスライム。スラリンやミイホンの友人。自称名探偵。
グランじいさん
グランスライム。スラバッカ島の長老。スラバッカ島の昔のことについてよく知っている。ゴンザレスとは旧友の関係にある。最強ジャンプ掲載分では教師を務めている。
マリン
サーフィンが得意なツリ目のスライム。最強ジャンプ掲載版でもグランじいさんの生徒として登場している。
スライバ
魔界のスライム。スラリンをライバル視し「青きしずく」と呼んでいるが、後に名前で呼ぶようにもなった。戦闘力が高い。昔ゴンザレスと師匠関係にあったという。ギガ・バトル・トーナメントの本戦では、パン太にボロボロにされながらも、自身が気絶するまで闘っており、根性もあるようである。地上代表選考大会では決勝戦でミイホンと死力を尽くした末に敗北したが、賞金だけ受け取って帰ったヒッカの代わりに代表選手入りした。地上代表選考大会での死闘の結果、スラリンだけでなくミイホンもライバルと見なすようになった。
ゴンザレス
ゴールデンスライム。自称世界最強のスライムで、スラリンやミイホンを倒すほど強いが、唯一パン太に敗北した。特技は黄金のコマ。ゴンザレスとの戦いで敗北したスラリンやミイホンが弟子入りする。
スララベル
シドマンと行動を共にするベホマスライムの占い師。しかし彼女の占いは外れることが多い。ギャル語で話す。

### しっぽ団
ドン・モジャール
しっぽ団のボス。世界の全てを3日で滅ばす魔力があるらしい。スライム族全員（スラリン除く）を誘拐した張本人で、魔界商会に売ろうとしたが、スラリンやミイホンの活躍により、成敗された。しかし後に新生しっぽ団を設立し、深海の秘宝を盗むがヒッカに裏切られ、秘宝を奪われる。
タンタン
本作オリジナルキャラクター。頭の大きな白いリボンが特徴の大きづち。つっこみをよくする。もともとはしっぽ団の一等兵であったが、スラリンとの出会いがきっかけで、しっぽ団をやめた。本人いわく、「催眠術師に催眠をかけられた」と供述しているが、何度かスラリンを裏切ろうとした。しっぽ団を壊滅させるまでは、スラリンとパートナーを組んでいたが、壊滅させたあとは、スラバッカ島に定住し、サポート役となっている。
オリハルコンハンマーをしっくり使いこなせることから、「スライム冒険記」に登場したタタックと関連のある可能性がある。
ロック一味との激戦の後、カラクリムサシを直すためバンパの提案でカラクリコジローの試練を乗り越え、武器仙人となった。
コミックス最終話の描き下ろしエピソードではバール姫と結婚しており、子供をもうけている。
ウドロ・サドロ
ダジャレ好きな2匹のマドハンド。ゲームのマドハンドとは違って、手の平に顔がある。しっぽ団に雇われていたが、ギガおにこき使われるのと、口臭の臭さが嫌になって抜け出した。しっぽ団壊滅後はスラバッカ島に定住する。
ギガお
ギガンデス。ドン・モジャールの右腕的存在だった。生まれつきアストロンの呪文がかかっており、どんな攻撃でも跳ね返す。しっぽ団が壊滅したあとは、スラバッカ島に定住する。
ゴレムス
しっぽ団の四天王の一人。巨大なゴーレム。床にクレーターのような跡を作るほどの攻撃力を持つ。実は中にももんじゃがいて、ゴレムスを操っている。
ナスボー
しっぽ団の四天王の一人。ナスの魔物であるナスビナーラのキャラクター。伸びる触手を持っているが、赤いテープが出るとそれ以上伸びなくなる。
催眠術師
しっぽ団の四天王の一人。いつもマントをかぶっているテンツク。催眠でタンタンやミイホンを操った。
モジャンガーＷ
スーランの町を襲撃した、ももんじゃの形をした超兵器。
「スライムもりもりドラゴンクエスト２　大戦車としっぽ団」に登場した敵戦車「モモンジャガー」とデザインが類似している。
サジ
しっぽ団の四天王の一人。デザートデーモンなのだが、スラリンからは「牛」と呼ばれた。方向音痴で、しっぽ団が滅んだあともそのことに気がつかず活動していた。新生しっぽ団が設立した後も、四天王の一人となっている。
猫まどうスズのすけ
テンコ森でスラリンと戦って敗北したことから、スラリンを目の敵にする。スラリンに復讐をするために、しっぽ団に入り、壊滅した後も猫しっぽ団を設立してスラリンを倒そうとするが、いつもやられる。
ヘルーツ
新生しっぽ団の四天王の一人。タコ獣人であるヘルパイレーツで、美形。なぜか痴漢呼ばわりされている。
ヒッカ
新生しっぽ団の四天王の一人。陽気な性格のオーシャンクロー。
実は魔界商会から派遣されたスパイであり、しっぽ団を利用して深海の秘宝を入手する任務を帯びていた。言動によらずかなり実力者で、本気でなくともバドフを圧倒する強さをもつ。パン太とは高校時代のバトル部における同門で、彼には負けたことがない。ヒトツメ団のリ・ガには蝶になる魔法をかけられ、手も足も出ずに敗北した。
ヤシゲ曰く、凡人の想像を絶するトレーニングを楽しんでいたため、地上代表選考大会では二回戦でパン太に一瞬で勝利。その後Dブロック優勝したが、賞金だけ受け取って帰っていった。
短時間で自分を精密にかたどった木人形や深海の秘宝のレプリカを作成しており、また番外編では高校卒業の日にパン太に自分が作成した「木彫りの龍」を自慢していることから、木彫りの才能と技術があるのかもしれない。
バドフ
新生しっぽ団の四天王の一人。半裸のニワトリ鳥人（バードファイター）。武人肌で剣術の達人。同じく武人であるムサシと戦い優勢に進めるが、主のために命をかけ一歩も引かない志を認めて協力的になる。深海の秘宝を取り戻すためヒッカと戦うが敗北する。
魔界地上対抗戦終了後、魔架龍と対峙する。
パワード・モジャル・スーツ
ドン・モジャールらがリューグゥ城を襲った際に使われていた兵器。サジが操縦し、後部座席にドン・モジャールが搭乗する。ドリル右ストレートが必殺技。
スラリンとカラクリムサシの合体技「Ｓ・ストライク＋(アンド)回転ムサシアタック」で破壊された。

### 妖精界
エルジー
妖精の子供。アイスドラゴンに滅茶苦茶にされた妖精界を救ってもらうため、スラリンを勇者と勘違いして助けを求めた。
女王様
妖精界の女王。スカートの中からものを出すため、ミイホンからドン引きされている。
チョウ子
妖精界に住む人面蝶。通称ちょこたん。「マヌーサ」が得意技。
ハナ子
妖精界に住むマンイーター。通称はなたん。「甘い息」が得意技。
氷竜（アイス・ドラゴン）
妖精界を滅茶苦茶にし、住民を氷づけにした張本人。スラリンによって成敗された。
「火を吹くスライムの勇者に倒された」など、「スライム冒険記」に登場した魔龍と設定が多少類似している。

### ギガ・バトル・トーナメント
ガーコ
ギガ・バトル・トーナメントの司会進行の担当のガーゴイル。スラリンに「カーコ」と呼ばれているが、ガーコ本人は嫌がっている。
アカンシ
ギガ・バトル・トーナメントの本戦出場選手である悪魔神官。関西弁を喋る。二振りの棍棒とベギラマの呪文で攻撃する。スラリンに敗北。
リパト
ギガ・バトル・トーナメントの本戦出場選手であるリリパット。無口で、弓矢で攻撃する。ダン平に敗北。
ダン平
ギガ・バトル・トーナメントの本戦出場選手であるダンビラムーチョ。木製の大剣が武器だが、バイキルトをかけて素手で戦うこともできる。必殺技は「千手はり手」。リパトに勝利するも、スラリンに敗北。スラリンに遠く離れた場所に飛ばされたため、表彰式には出られなかった。
アイタン
ギガ・バトル・トーナメントの本戦出場選手であるアイアンタートル。バックスに転ばされ、起き上がることが出来ずに判定負け。
バックス
ギガ・バトル・トーナメントの本戦出場選手であるバトルレックス。木製の斧と炎の息が武器。アイタンに勝利するも、パン太に敗北。表彰式ではダン平の分も受け取っていた。地上界代表選考大会ではライコネンに一蹴された。
パン太
ギガ・バトル・トーナメントの前大会のチャンピオン。人型のキラーパンサー。スラリンやバックスの炎に髪の毛をチリチリにさせられた。ちなみに髪型のセットに非常に時間がかかる。本戦に出場し、バックス、スライバに勝利するも、スラリンに敗北。表彰式では自ら辞退した。地上代表選考大会にて高校卒業以来にヒッカと再会したが、自分のことを忘れられていた。
ツッキー
ギガ・バトル・トーナメント終了後、次の大会に備えて特訓していたオーク。自分の名前が書かれた鉢巻をしている。その大会は選手が集まらずに中止となったが、地上代表選考大会で再登場し、スラリンに宣戦布告したが一回戦でプーチーに敗北した。

### ヒトツメ団
マ・ダメ
ヒトツメ団のボス。世界征服を企み、しっぽ団から深海の秘宝を奪い、シドもじゃに作らせた戦艦「デス・メーダ」でスーランの村を襲撃するが、最終的にスラリンに戦艦ごと吹き飛ばされる。語尾に「〜めだ」とつける。
コミックス最終巻の描き下ろしエピソードでは部下共々しっぽ団にこき使われている。
タ・ボ
ヒトツメ団の一員。太っており、怪力。語尾に「〜だぼ」とつける。
リ・ガ
ヒトツメ団の一員。痩せ型。様々な杖の扱いに長けており、ギガおやヒッカを下した。オカマ言葉で喋る。融合の杖でタ・ボと融合し「タリ・ボガ」になり、スラリンを圧倒するも、シドマンにかけられたボミオスを解除するため自分にいてつく波動をかけ、合体まで解けてしまいスラリンの反撃で敗北する。
デスメーダ
シドもじゃが作った、浮遊する丸いヒトツメ団の移動要塞。強力なレーザー放を装備している。
バイキルトで攻撃力が上昇した勇車の砲弾を受けてレーザー砲が破壊され、タリ・ボガが倒された後にスーパースラ・ストライクで機体ごと破壊された。

### ロック一味
ロック
ライコネンにお宝があると唆され、スラバッカ島にやって来た海賊。横倒れになった髑髏がトレードマーク。武器は右腕のビームサーベルで、ギガおとゴンザレスを倒すほどの実力者。かつては船長の部下だったが、世界一の美女が誰かということで対立し、船長の元を去った。バール姫を人質にとり、スラリン達に金塊100万個を要求したことでスラリンと対立。船バトルを経て、自らのアジトで魔界のメダリオンを使ってパワーアップしてスラリンと戦うが、仲間達の力を合わせた攻撃によって敗北。それでもメダリオンの呪いの効果に動かされるが、キイ坊が持ってきた聖者の灰によって呪いが解け、潔く負けを認めた。その後、メダリオンを求めてやって来たジゴ・ンバンに敗北するも、スラリン達にジゴが追ってきている事を伝える。
ケルトン
ロックの部下であるアンデッドマン。語尾に「けけ」とつける。
マミーラ
ロックの部下である大柄なマミー。語尾に「～ラ」とつける。
バンパ
ロックの部下であるバンパイアの青年。キザな性格。ヒャドを唱える他、コウモリに変身でき、その姿では吸血が使え、相手の技もコピーできる。ロックとの戦いの後はロックを見限り、船長の船を守ることに決めた。
キイ坊
何時でもロックの肩に乗っている小猿。スラリンとの決戦時、メダリオンの呪いを解くため聖者の灰を探し、ロックの呪いを解いた。
ロックの船
シドもじゃが制作した、攻撃や移動に関して非常に高性能な海賊船。
ドン・モジャールがこれの代金を踏み倒されると喚いたため、シドもじゃからタンタンへこの船の弱点が伝えられた。
構造の都合上船底に装甲の薄い箇所があり、そこが弱点。そこにはわざとらしく「装甲が薄いもじゃ」と書かれている。

### 魔族
魔王マゴ
魔界を統べる王。姿は『スライム冒険記』のマコに酷似している。
マデリン
魔王の姉。婢弐龍を「アル」と呼ぶ。
マイケル
魔王の弟。おしゃぶりを咥える程幼い。
邪魔堕張(ジャマダハル)
大神官。魔王の政策が生ぬるいとして魔王を封魔の土びんに封印し、カガミの手によって魔王に成り代わった。魔界のメダリオンと地上の国土を賭け、地上代表選手と魔界地上対抗戦を開催した。
本来の目的ははるか大昔に地上を滅ぼした闇の竜「魔龍」を復活させること。そのために部下を使い魔界のメダリオンを奪ったが、それが武器仙人のレプリカだったことで失敗。その後キングノイル城を占拠し、自軍の勢力を少しずつ伸ばす。
ジゴ・ンバン
魔界から地上界へとやって来た地獄の門番。鎌、斧、棍3種類の武器スキルを扱い、ロックを軽々とひねり潰す程の実力を持ち、任務を無視して出会った者にすぐ喧嘩を売るが、カガミに上手く言いくるめられている。魔王の命令により、魔界のメダリオンを探し求めにやって来た。
大将戦でスラリンと戦う予定で、地上チームが優勝したことで出番が無くなるはずだったが、会場の人々の強い要望によりスラリンと対戦。日頃の修行を怠ったことで見せ場も無くスラリンに惨敗してしまった。
カガミ
ジゴ・ンバンのお供である悪魔のカガミ。胴体の鏡がインターネットと繋がっており、様々な物を検索できる。他人に変身できる呪文、モシャスの使い手で、大会ではキングノイル王に成り済まし、レプリカだと気づかずに魔界のメダリオンを奪う。
婢弐龍(ヒアルロン)
魔王の部下である龍人(ドラゴンマン)の女性。礼儀正しい性格。棒術に長け、パン太を圧倒する程の実力を持つ。魔王からの伝令をキングノイル六世に伝え、その後魔界地上界対抗バトル大会に出場。ライコネンの素早い動きと弱点のライデインに翻弄されたが、セクハラされそうになった隙を突き、逆転勝利した。
バトゥーラ
残忍な地獄闘士(ヘルバトラー)。魔界の民が優れていると思い、地上の民を見下している。数百年前の魔地対戦で魔王軍の総大将を務め、たった一人で三つの国を壊滅させた。一回戦で手負いのスライバと戦い、巨体に似合わぬ素早ささと容赦無い攻撃でスライバを圧倒した筈だったが、一瞬の隙を突かれ、ライトニング・スライバスターを喰らい敗北した。
魔架龍(マカロン)
魔王の部下で、隻眼の龍人。三回戦でミイホンと戦うも、ミイホンに自分の隠れた実力を悟られたことでギブアップし、大会終了後、闘技場に魔界バリアを張って実力者を閉じ込め、会場を後にする。容姿は『スライム冒険記』に登場した魔龍の第二形態(灰の状態から復活し片目が潰れ、言葉を話すようになった姿)によく似ているが若干スリム。その後本当に自らの内に魔龍が眠っている事が判明する。
ボンファ
四刀流のボーンファイター。副将戦でシノービと戦うも、シノービの聞き間違いにペースを乱され、一撃も彼に攻撃できずに敗北した。
ライコネン
バール姫に惚れている魔界の住民。一人称は「オレちゃん」で、語尾に「～ネン」とつける。女好きで、バール姫を追いかけまわしていた時にスラリンによって成敗された。後にお宝があると言い、ロック達をスラバッカ島に連れ、バール姫がさらわれるきっかけを作ってしまう。地上界代表選考大会ではバックスを下し、その後Bブロック優勝し地上界代表選手に選ばれたが、優勝シーンの省略に不満を漏らしていた。

### その他
船長
鉄球魔人。海賊の船長。港でスラリンと出会ってから、スラリンに協力的になる。
J
シードッグ。海賊の一員で、視力が良いため、見張り役をやっている。そのため、スラリンやタンタンから「MJ」（見張りのJ）と呼ばれる。敵の攻撃を受け流すのが得意で、唯一ギガおと互角に戦えた。
ヨーゼフ
ゴースト（カラーページでの配色から見て、メトロゴーストの一種と思われる）。勇者の祠の番人。解説役となっている。
『スライム冒険記』などにも登場したキャラクターである。
人面ガエル（※固体名不明）
勇者のカブトを被っていた人面ガエル。背中の人顔と通常のカエルの顔が別々の人格を持ち、背中はカブトを欲していたが、カエルの人格がスラリンにカブトを渡してしまった。
大ミミズ（※固体名不明）
誤って勇者の剣を飲み込んでいた大ミミズ。そのため腹痛を訴えていた。
モコみち
モコモック族の一匹。シルデビを起こさないようスラリンたちの行動を規制しようとするが、逆に彼が一番うるさくなってシルデビを起こし怒らせた。ギガ・バトル・トーナメントの表彰式からはバール姫の護衛役として登場している。
シルデビ
モコモック族の守り神。サルの悪魔であるシルバーデビルの姿だが、途轍もなく巨大。はるか昔に3日ほどで世界を壊滅させたが、勇者に敗北して邪気を切り離され(その邪気がしっぽ団やヒトツメ団が狙う深海の秘宝の正体)、ミルモーム山に落下。モコモック族に看護され、今に至る。バール姫という娘がいる。
バール姫
シルデビの娘。ギガ・バトル・トーナメントのときにスラリンに会い、護衛役としてスカウトしようとする。ライコネンに付きまとわれた事件以降、スラリンに惚れる。後に海賊ロックにさらわれてしまう。
モンスターマスター
魔物を仲間にして旅やバトルをする少年。「ドラゴンクエストモンスターズ ジョーカー」の主人公。スラリンとギガおをスカウトしたが、失敗した。
神獣
子犬のような姿をした魔物。「ジョーカー」のスペディオで、モンスターマスターに仕えている。スラリンに敗北した。
シルダ
眼鏡をかけた人魚（女性のマーマンらしい）。本人の弁によるとマーマンと地上のモンスターのハーフで、地上でも普通に呼吸ができる。ヒゲマニアで、タンタンを気に入る。
カラクリムサシ
キラーマシン。ムサシという名のとおり二刀流の使い手で、武士道精神の持ち主。もともとは300年前の伝説の魔界商人のアジトの島で宝物を護衛をしていたが、スラリンとの戦いで宝物を傷つけてしまい、自爆して壊れてしまったがタンタンにより修理された。それ以降タンタンを主として認識している。
深海の秘宝が盗まれる事件のときにはスラリンと協力してドン・モジャールのメカと半壊状態になりながらも戦い続け、これを倒すも戦闘不能になる。
ヤシゲ
魔界商会の一員。ヒッカと協力し、深海の秘宝を手に入れるが、ヒトツメ団に秘宝を奪われる。
シドマン
スララベルと行動を共にする魔道士。ヒトツメ団に対抗すべく、勇車を探すためにスーランの町にやってきた。ヒトツメ団との戦いの後は、深海の秘宝を誰にも近寄れない場所に隠すため、どこかへ飛び去っていった。スライム冒険記、スライム大作戦にも登場している。

クレ王女
ジプ王国の王女。エンプーサに似た容姿だが、ロックにとっては世界一の美女。
ディック
ジプ王国のクレ王女に飼われているキャットフライ。猫しっぽ団にさらわれるが、スラリンによって救出される。
シノービ
ワの国に住むしのび小僧。関西弁を話す。聞き間違いが激しく、スラリンに負けた際、時の砂ではなく木彫りの熊を差し出した。地上界代表選考大会ではサントを下し、代表選手の一人に選ばれ副将戦でボンファと対戦。自身の聞き間違いでボンファのペースが乱れた隙をつき、勝利。スライバからは「(シノービ自身が)攻撃せずにダメージを与え、相手の攻撃のタイミングを合わせてボケる高度な技」だと評された。
クラッド
イスタ島の隠れ家に住むクラウンヘッド。お宝好きかつ暴れん坊で、島のシャーマン達から時の砂を奪った。必殺技は「メガトン・スタンプ」。10年前のギガ・バトル・トーナメントで銅メダルを取ったことがある。スラリンが大会に優勝した事を知ると、あっさりと負けを認め時の砂を譲った。地上界代表選考大会にも出場したが、一回戦でミイホンに敗北した。語尾に「ッド」とつける。
伝説の魔界商人
名称不明。回想シーンでシルエットでのみ登場。船長の案内で、スラリンたちが今は亡きこの商人のアジトを訪れ、そこでカラクリムサシと遭遇した。
そのシルエットが酷似していることから、「スライム冒険記」に登場した、盗品を高く売りつける商人・アコギと同一人物だと思われる。
武器仙人
名前のみの登場。魔界商人のアジトにあったオリハルコンハンマーの製作者。
「スライム冒険記」に登場した武器仙人と同一人物。
カラクリコジロー
武器仙人の最後の作品。ずっと一人で家を管理し、新たな武器仙人候補を待ち続けてきた。タンタンに武器仙人になるための試練を課す。
オリハルコンドル
武器仙人の家の近所の洞窟に住んでいるヘルコンドル。何百年も使われずに放置された鉱石が魔物と化した。武器仙人になるための最後の試練としてタンタンに立ちはだかるが、敗北しオリハルコンハンマーの材料にされる。
キングノイル六世
キングノイル城の王。魔王から魔界地上界対抗バトル大会の開催を提案されるが、地上界の代表5名を決めるため、先に代表選考大会を開催した。
プーチー
地上代表選考大会に参戦したプチット族の格闘家。弁髪が特徴で、エセ中国語で喋る。一回戦でツッキーを下し、Cブロック決勝戦でスラリンと戦うが、会心の一撃が効かずに敗北。ギガ・バトル・トーナメントに優勝したスラリンと戦えたことを光栄に思っていた。

### 最強ジャンプ掲載分に登場
ドラキングJr.
スラバッカ島に流れついた卵から生まれたドラゴンキッズで、竜王のひ孫のいとこのご近所の親戚のお向かいさんの息子。炎のブレスを吐くが少し熱いだけで、頭突きをしても瓦1枚をやっと割れるぐらい弱い。最後はスラリンのスラ・ストライクでどこか遠くへ飛ばされる。
バロン
死神きぞく。世界中で暴れまわっている海賊で、「黒い死神」の異名を持つ。スラバッカ島に強いスライムがいるという噂を聞き、スラリンに勝負を挑むが敗北。おまけに船が沈んでしまった。
ウパ朗
ウパパロン。一人称は「ボクたん」。剣による攻撃が得意。自分の川で勝手に釣りをするスラリン達に怒り、勝負を挑むがスラリンが投げたタマネギが目にしみたスキを突かれ、敗北する。
あやしいカゲ（※固体名不明）
海で遊んでいるスラリン達の前に現れ、日差しが強いのに帽子を被らなかったミイホンにお仕置きをした。
スカルガ
スカルガルー。野球をしていたスラリン達の前に現れ、勝手にコーチとなりスラリン達にスパルタ教育を行うが、ゲートボールに参加している事を思い出し去っていく。
モモもん
モーモンの女の子。ぶりっ子な性格だが、トマトを見たり強い衝撃を受けると凶暴化する。正気に戻ると凶暴化していた時の記憶を忘れてしまう。
アクまる
ベビーサタン。一人称は「ボクたん」。イオナズンを唱えられるが、いつも自爆し、フォークで攻撃しようとしても転んでしまう。スラリンに勝つため、様々な助っ人を連れてくるが、いずれも失敗に終わっている。
イッカクせいじ
左目にキズがあるいっかくうさぎ。スラみの畑が何者かに荒らされた時、スラリンの前に現れた。よく他人の言動に突進しながらツッコミを入れる。自分の意思とは関係なくニンジンを食べてしまう癖があり、スラみの畑を荒らしたのは実は彼である。最終的にはミイホンに殴り飛ばされた。
メッピー、タッピー
メタッピーのコンビ。タッピーは物事をよく分析し、分析結果を長々と話す。メッピーは関西弁を喋り、羽根を飛ばす「ウイングカッター」と身体を回転させる「トルネードスラッシュ」という技を持つ。抜群の技の命中精度と身体の硬さでスラリンを苦戦させたが、タッピーが電力不足になったことで撤退する。
ドロリゲス・ダランテーノ
ハリウッド映画の名監督を努めるドロル。作中では酔っ払っており、話が通じなかった。
ズッ
野菜の大切さを説くズッキーニャ。口調が訛っている。野菜を食べないミイホンの前に現れ、お仕置きをする。スラみ、ドラおと意気投合するが、スラみ特製のレンコンチップスを食べられたことに怒ったスラリンに吹き飛ばされる。
ポコ
ポンポコだぬき。語尾に「ぽこ」とつける。他の物に変身でき、幻の魔物スライダーヒーローに変身してスラリン達を驚かせたが、変わったのは外見だけでスラ・ストライクであっさり撃退される。その後、魔物大辞典に載るようにと一人トレーニングをしていた。
トゲ坊
両手にマラカスを持つサボテンボール。陽気な性格で、テンションが高い。トゲトゲの身体を持ち、スラリンのスラ・ストライクを無効化するも、偶然スラリンが振り回していたバットが激突し、逃げていった。数日後、再びスラバッカ島に現れ、針治療の店を経営していた。
イワン・トービ
水中ゴーグルをしてる岩とびあくま。様々な水泳大会で優勝を重ねてきた超有名スイマーで、かつては金メダル製造工場と呼ばれていた。しかし事故で大ケガをしてしまい、膝のケガは治ったものの、フォームが崩れて自信を失っている。溺れかけたミイホンを気付けのために平手打ちしたことからカルタの才能に目覚め、大会で優勝した。
ピ・クンシ
小さな身体に似合わぬほどの怪力を持つピクシー。ナルシストな性格で、激しく自己陶酔しており、スラリンに負けたことを受け入れられないでいた。
ムッシュ・マッシュ
キャンプ場に突如現れたおばけキノコ。フランス語混じりの喋り方をする。ゲンコツダケと間違ってカライダケを食べたスラみの炎で黒コゲにされる。
盾まさむね
スラリンに勝負を挑んだシールドこぞう。武士口調で喋る。口下手故に盾が代弁しているが、盾を無くすと意味不明な言語で話す。錬金のツボでガード率を3,6%上げており、スラ・ストライクを防ぐが、つまづいて盾を落とした隙を突かれ、敗北する。
アレックス・ランディウォーレン・アーマーナイト
キャッチボール中のスラリンの前に現れたよろいの騎士で、略称は「アーマーさん」。アクまるが助っ人として呼んだ。エセ外国語で話す。スラリンのストレートをいとも簡単に打ち返すが、スラ・ストライクであっけなく敗退。
痛暗モグ良(いたくら~)
銅の鉱石を発掘しているいたずらもぐら。根が暗く、メガホンが無いと聴こえないほど声が小さい。スラみのケーキを台無しにされたことでスラリン達の怒りを買い説教されるが、その際銀の鉱石が取れて満足して逃げていった。
猫まど男
ねこまどう。ノリツッコミをよくする。メラを唱えるが、数発分しかMPが無くスラリンにあっさり敗北。
トビー
ソフトクリーム屋を経営しているキメラ。どっちつかずの性格で、「キメラだけに決められない」とポーズを決めながら言う。必殺技は火の息と、くちばし連打攻撃。
サント
サンダーラット。正義の味方を名乗っているが、勘違いが多く実力も大したことがない。スラリンを苛めたとしてミイホンに立ち向かうが軽くあしらわれ、突如現れたドラゴンヘビーを圧倒した二人に恐れをなし、逃げていった。
淵亜野波平太(ふちあのなみへいた)
プチアーノン。自称10歳だが、声も言動もオッサンぽく、時代遅れな一面もある。砂に描いた落書きを実体化して攻撃し、スラリンを圧倒。最後に「ドラゴンクエストII」のシドーを描こうとしたが、波に消された隙をつかれ敗北した。
オドネル・ジュエル・アメジスト三世
おどる宝石。かなりの金持ちで、自信のコレクションを自慢する。
リプリプ
アイドル歌手握手会で登場したリップス。自分が一番美しいと思っている。彼女にキスされると違う意味でイチコロになってしまう。
メタはん
さすらいのメタルハンター。語尾に「ル」をつける。カメラ機能が内蔵されており、モノアイで撮影した写真を腹から現像できる。はぐれメタルを追ってスラバッカ島にやって来たが、あっけなくスラリンに倒された。
はぐりん
かなり照れ屋なはぐれメタル。誰にも見つからないように、常に目にも止まらぬ速さで疾走しており、会話する際は手紙を残す。自分を狙うメタはんをスラリンが追い払った時はお礼の手紙を残していった。
サイぼう
スライムボーグ。『スライム大作戦』のメカのぶに似た口調で喋る。計算が得意。
ギガドン
アクまるの助っ人。超巨大なギガントドラゴン。スラ・ストライクが効かなかったが、ヤシの実であっさり転んでしまった。
ドロニー
ダンスが得意などろにんぎょう。女性口調で喋る。無駄に長いふしぎな踊りを踊るが、呪文を使わないミイホンには効果が無く敗北した。
霞鷽 久太郎(ろうそ くたろう)
短気で口の悪いおばけキャンドル。必殺技は剣に頭の炎を点火させて斬る火炎斬り。ロウを敵にぶっかけたりもする。熱くなりすぎて身体が溶けで弱った隙をスラリンに付かれ、敗北した。
ジャガー
ミミック。語尾に「がば」をつける。死の呪文ザラキを唱えられるが、ただ死語を連発するだけ。他の箱に化けることもできるが、終始スラリンに翻弄されっぱなしだった。
バグダガン
アクまるに連れてこられた爆弾岩の婆さん。爆弾発言をする。ミイホンに惚れ、アクまるの命令を放棄した。
ゴロツキー
アクまるの助っ人として登場したエリミネーター。「ムキ」としか言わない。マイペースな性格。
レッド
賞金稼ぎのサーベルきつね。アクまるの依頼を受け、スラリンを倒そうとするが敗北。
ドラきち
レッドのお付きのドラキー。語尾に「キー」をつける。
リッキー
超大人気ロッカーで、何時もギターをかき鳴らすナイトリッチ。クロサワは彼の大ファン。ミイホンパンチを喰らい、ミイホンを無理矢理メンバーに入れた。
ナイト
ドラゴンライダーを父に持つ騎士。乗り物にする魔物を探している。努力家。
ヒッパタ
ドラ公をサーカスで酷使している魔物使い。一人称は「ボクさま」。
ドラ公
ヒッパタに使役されているドラゴン。語尾に「ドゴ」をつける。強力な炎を吐き、生半可な攻撃が効かないほど硬い鱗を持つ。主人の酷使に嫌気がさし、逃げてきた。いつも腹を空かせており、スラリンに助けられた後ミイホンを食おうとした。

### 「スライムもりもり番外編」に登場
センシブル
戦士のスライム。花が頭から離れない呪いにかかっている。
シンプソン
神父のホイミスライム。よくダジャレを言う。
ハカセ
『ケロロ軍曹』に登場するクルル曹長のような眼鏡をかけているももんじゃ。
色々なものを弾薬にできる「なんでも大砲」を開発した。本編のももんじゃと同じく語尾に「～もじゃ」とつける。
しっぽをこよなく愛する「しっぽ会」の会長を務める。しっぽがある魔物に対し、「しっぽ会に入るもじゃ」と勧誘してくる。
宝の番人
ドラゴン。語尾に「～ドラ」とつける。
金属を溶かすほど高温の火炎を吐く。実はそんなに強くない。

## 単行本
全11巻。
1. 「スラリンとしっぽ団」2005年12月2日発売　ISBN 978-4-08-873894-9
2. 「スラリンと復活の勇者」2007年3月2日発売 ISBN 978-4-08-874375-2
3. 「スラリンと妖精の国」2008年6月4日発売 ISBN 978-4-08-874534-3
4. 「スラリンと激闘大会（ギガ・バトル・トーナメント）」2009年10月2日発売 ISBN 978-4-08-874746-0
5. 「スラリンと深海の秘宝」2011年2月4日発売 ISBN 978-4-08-870157-8
6. 「スラリンとヒトツメ団」2012年6月4日発売 ISBN 978-4-08-870458-6
7. 「スラリンと海賊ロック」2013年6月4日発売 ISBN 978-4-08-870694-8
8. 「スラリンと魔界の使者」2013年12月4日発売 ISBN 978-4-08-880038-7
9. 「スラリンと地上代表チーム」2014年8月4日発売 ISBN 978-4-08-880168-1
10. 「スラリンと怨竜の化身」2015年5月1日発売 ISBN 978-4-08-880359-3
11. 「スラリンと青きしずく」2015年12月4日発売 ISBN 978-4-08-880569-6